# Copa Intercontinental de la FIFA
La Copa Intercontinental de la FIFA (en inglés: FIFA Intercontinental Cup) es la máxima competición anual entre clubes de fútbol del planeta. Es organizada por la Federación Internacional de Fútbol Asociación (FIFA), el organismo rector mundial del deporte. La primera edición se disputó entre septiembre y diciembre de 2024.
La competición cuenta sólo con los seis clubes campeones de cada confederación de la FIFA y se disputa como un torneo de eliminación directa, en el que el club europeo tiene reservado el pase directo a la final. Este torneo, que retomó el nombre de la antigua Copa Intercontinental, es una nueva versión del formato anual del Mundial de Clubes de la FIFA, con la diferencia de que ya no participa un club representante del país que actúa como sede.

## Historia
El 16 de diciembre de 2022, el Consejo de la FIFA aprobó la expansión de la Copa Mundial de Clubes de la FIFA de 7 a 32 equipos, comenzando en el 2025. El torneo de 2023 fue el último disputado bajo el formato anterior.
Sin embargo, las confederaciones expresaron a la FIFA la necesidad de que los campeones de sus principales competiciones de clubes aún se enfrenten anualmente para «estimular la competitividad». Por lo tanto, el 14 de marzo de 2023, el Consejo de la FIFA aprobó un concepto estratégico para una competición anual de clubes a partir de 2024, posteriormente denominada Copa Intercontinental de la FIFA.
Cuenta con los campeones de las principales competiciones de clubes de las seis confederaciones de la FIFA, a saber, la Liga de Campeones de la AFC, la Liga de Campeones de la CAF, la Copa de Campeones de la Concacaf, la Copa Conmebol Libertadores, la Liga de Campeones de la OFC y la Liga de Campeones de la UEFA.

## Formato

### Instancias en disputa
La competición incluye una serie de eliminatorias intercontinentales entre clubes de todas las confederaciones excepto la UEFA, cuyo representante participa directamente de la final, como premio por haber sido repetidamente el ganador del torneo en los últimos años. En contraste con el formato del antiguo Mundial de Clubes, estas eliminatorias están organizadas en forma de torneos secundarios entre confederaciones, con lo cual además del campeón intercontinental de cada edición existirán campeones interregionales. En el formato actual existen cuatro instancias en disputa:
- Copa África-Asia-Pacífico: corresponde a los partidos 1 y 2 del torneo. En el primero, el ganador de la Liga de Campeones de la OFC se enfrenta al ganador de la Liga de Campeones de la AFC o de la Liga de Campeones de la CAF (alternando cada año), mientras que el segundo enfrenta al ganador del partido anterior con el campeón restante de la AFC o la CAF. En estos partidos, el equipo mejor posicionado en la clasificación FIFA obtiene la localía, a diferencia de las otras instancias, que se disputan en una sede neutral.

- Derbi de las Américas: corresponde al tercer partido, que enfrenta  a los ganadores de la Copa de Campeones de la Concacaf y la Copa Libertadores de América.

- Copa Challenger: corresponde a la final de las eliminatorias, disputada entre los ganadores de la Copa África-Asia-Pacífico y el Derbi de las Américas.

- Copa Intercontinental: final del torneo, disputada entre el ganador de la Copa Challenger y el campeón de la Liga de Campeones de la UEFA. El ganador será  campeón intercontinental.

Con este formato, dejó de existir el cupo para el país anfitrión del torneo.

### Cuadro de desarrollo
|  | Primera ronda                 | Primera ronda                     |                                              |   | Segunda ronda | Segunda ronda |  |  | Eliminatoria | Eliminatoria |  |  | Final | Final |
|  |                               |                                   |                                              |   |               |               |  |  |              |              |  |  |       |       |
|  |                               |                                   |                                              |   |               |               |  |  |              |              |  |  |       |       |
|  |                               |                                   |                                              |   |               |               |  |  |              |              |  |  |       |       |
|  |                               |                                   |                                              |   |               |               |  |  |              |              |  |  |       |       |
|  | Copa África-Asia-Pacífico     |                                   |                                              |   |               |               |  |  |              |              |  |  |       |       |
|  |                               |                                   |                                              |   |               |               |  |  |              |              |  |  |       |       |
|  | Campeón AFC o Campeón CAF     | -                                 |                                              |   |               |               |  |  |              |              |  |  |       |       |
|  | Campeón AFC o Campeón CAF     | -                                 | Eliminatoria de la Copa África-Asia-Pacífico |   |               |               |  |  |              |              |  |  |       |       |
|  |                               |                                   | Ganador Play-off                             | - |               |               |  |  |              |              |  |  |       |       |
|  | Campeón AFC o Campeón CAF     | -                                 | Ganador Play-off                             | - |               |               |  |  |              |              |  |  |       |       |
|  | Campeón AFC o Campeón CAF     | -                                 | Copa Challenger                              |   |               |               |  |  |              |              |  |  |       |       |
|  | Campeón OFC                   | -                                 |                                              |   |               |               |  |  |              |              |  |  |       |       |
|  | Campeón OFC                   | -                                 | Campeón de la Copa África-Asia-Pacífico      | - |               |               |  |  |              |              |  |  |       |       |
|  |                               |                                   | Campeón de la Copa África-Asia-Pacífico      | - |               |               |  |  |              |              |  |  |       |       |
|  |                               | Campeón del Derbi de las Américas | -                                            |   |               |               |  |  |              |              |  |  |       |       |
|  |                               | Campeón del Derbi de las Américas | -                                            |   |               |               |  |  |              |              |  |  |       |       |
|  | Derbi de las Américas         |                                   |                                              |   |               |               |  |  |              |              |  |  |       |       |
|  |                               |                                   |                                              |   |               |               |  |  |              |              |  |  |       |       |
|  | Campeón Conmebol              | -                                 |                                              |   |               |               |  |  |              |              |  |  |       |       |
|  | Campeón Conmebol              | -                                 |                                              |   |               |               |  |  |              |              |  |  |       |       |
|  |                               |                                   | Campeón Concacaf                             | - |               |               |  |  |              |              |  |  |       |       |
|  |                               |                                   | Campeón Concacaf                             | - |               |               |  |  |              |              |  |  |       |       |
|  |                               |                                   | Copa Intercontinental                        |   |               |               |  |  |              |              |  |  |       |       |
|  |                               |                                   |                                              |   |               |               |  |  |              |              |  |  |       |       |
|  | Campeón de la Copa Challenger | -                                 |                                              |   |               |               |  |  |              |              |  |  |       |       |
|  | Campeón de la Copa Challenger | -                                 |                                              |   |               |               |  |  |              |              |  |  |       |       |
|  |                               |                                   | Campeón UEFA                                 | - |               |               |  |  |              |              |  |  |       |       |
|  |                               |                                   | Campeón UEFA                                 | - |               |               |  |  |              |              |  |  |       |       |
|  |                               |                                   |                                              |   |               |               |  |  |              |              |  |  |       |       |
|  |                               |                                   |                                              |   |               |               |  |  |              |              |  |  |       |       |
|  |                               |                                   |                                              |   |               |               |  |  |              |              |  |  |       |       |
|  |                               |                                   |                                              |   |               |               |  |  |              |              |  |  |       |       |
|  |                               |                                   |                                              |   |               |               |  |  |              |              |  |  |       |       |
|  |                               |                                   |                                              |   |               |               |  |  |              |              |  |  |       |       |
|  |                               |                                   |                                              |   |               |               |  |  |              |              |  |  |       |       |
|  |                               |                                   |                                              |   |               |               |  |  |              |              |  |  |       |       |
|  |                               |                                   |                                              |   |               |               |  |  |              |              |  |  |       |       |
|  |                               |                                   |                                              |   |               |               |  |  |              |              |  |  |       |       |
|  |                               |                                   |                                              |   |               |               |  |  |              |              |  |  |       |       |
|  |                               |                                   |                                              |   |               |               |  |  |              |              |  |  |       |       |
|  |                               |                                   |                                              |   |               |               |  |  |              |              |  |  |       |       |
|  |                               |                                   |                                              |   |               |               |  |  |              |              |  |  |       |       |
|  |                               |                                   |                                              |   |               |               |  |  |              |              |  |  |       |       |
|  |                               |                                   |                                              |   |               |               |  |  |              |              |  |  |       |       |
|  |                               |                                   |                                              |   |               |               |  |  |              |              |  |  |       |       |
|  |                               |                                   |                                              |   |               |               |  |  |              |              |  |  |       |       |
|  |                               |                                   |                                              |   |               |               |  |  |              |              |  |  |       |       |
|  |                               |                                   |                                              |   |               |               |  |  |              |              |  |  |       |       |
|  |                               |                                   |                                              |   |               |               |  |  |              |              |  |  |       |       |

## Ediciones
| Año                              | Campeón                   | Resultado                 | Subcampeón                | Sede                            |
| Copa África-Asia-Pacífico        | Copa África-Asia-Pacífico | Copa África-Asia-Pacífico | Copa África-Asia-Pacífico | Copa África-Asia-Pacífico       |
| -------------------------------- | ------------------------- | ------------------------- | ------------------------- | ------------------------------- |
| 2024                             | Al-Ahly S. C.             | 3–0                       | Al-Ain F. C.              | Estadio Internacional, El Cairo |
| 2025                             |                           |                           |                           |                                 |
| Derbi de las Américas            |                           |                           |                           |                                 |
| 2024                             | C. F. Pachuca             | 3–0                       | Botafogo F. R.            | Estadio 974, Doha               |
| 2025                             |                           |                           |                           |                                 |
| Copa Challenger                  |                           |                           |                           |                                 |
| 2024                             | C. F. Pachuca             | 0–0 (6:5 pen.)            | Al-Ahly S. C.             | Estadio 974, Doha               |
| 2025                             |                           |                           |                           |                                 |
| Copa Intercontinental de la FIFA |                           |                           |                           |                                 |
| 2024                             | Real Madrid C. F.         | 3–0                       | C. F. Pachuca             | Estadio Icónico, Lusail         |
| 2025                             |                           |                           |                           |                                 |

## Palmarés
| Equipo            | Títulos | Subcampeón | Años campeonatos | Años subcampeonatos |
| ----------------- | ------- | ---------- | ---------------- | ------------------- |
| Real Madrid C. F. | 1       | -          | 2024             |                     |
| C. F. Pachuca     | -       | 1          |                  | 2024                |

Datos actualizados: final de la edición de 2024

### Títulos por país y confederación
| País   | Títulos | Subcampeón | Años campeonatos |
| ------ | ------- | ---------- | ---------------- |
| España | 1       | -          | 2024             |
| México | -       | 1          |                  |

| Confederación                     | Títulos | Subcampeón | Años campeonatos |
| --------------------------------- | ------- | ---------- | ---------------- |
| UEFA (Europa)                     | 1       | -          | 2024             |
| Concacaf (N.-C. América y Caribe) | -       | 1          |                  |

## Derechos televisivos
En su primera edición, la competición inició con pocas emisoras de televisión para cada país, siendo el servicio de streaming propio de la FIFA, FIFA+, la principal plataforma en la que se pueden ver los partidos a lo largo del mundo. Paulatinamente, comenzó a haber territorios donde el máximo ente del fútbol si logró vender los derechos de transmisión, como en España con Mediaset, quien fue la primera compañía en hacerse con los derechos de emisión del torneo. Más tarde, TV Globo/SporTV se convertiría en la emisora oficial en Brasil, DSports/DGO adquiriría los derechos de TV para Sudamérica hispana y beIN Sports haría lo propio en Estados Unidos, Canadá, Medio Oriente y África del Norte (MENA), el Sudeste Asiático, Francia, Australia y Nueva Zelanda.